# FamilySearch
FamilySearch là tổ chức phi lợi nhuận và trang web cung cấp hồ sơ gia phả học, giáo dục và phần mềm. Tổ chức này nằm dưới sự điều hành của Giáo hội các Thánh hữu Ngày sau của Chúa Giêsu Kitô (Giáo hội LDS), và có mối liên hệ chặt chẽ với Ban Lịch sử Gia đình của giáo hội. Ban Lịch sử Gia đình ban đầu được thành lập vào năm 1894, với tư cách là Hiệp hội Gia phả học Utah (GSU); đây là tổ chức gia phả học lớn nhất trên thế giới.
FamilySearch duy trì cả một bộ sưu tập hồ sơ, tài nguyên và dịch vụ được thiết kế để giúp mọi người tìm hiểu thêm về lịch sử gia đình của họ. Nó nhằm tạo điều kiện thuận lợi cho việc thực hiện giáo lễ LDS dành cho những người thân đã qua đời là một mục tiêu chính khác của tổ chức này. Mặc dù FamilySearch yêu cầu đăng ký tài khoản người dùng nhưng nó lại cung cấp quyền truy cập miễn phí vào nguồn tài nguyên và dịch vụ trực tuyến tại FamilySearch.org. Ngoài ra, FamilySearch còn cung cấp sự trợ giúp cá nhân tại hơn 5.100 trung tâm lịch sử gia đình ở 140 quốc gia, bao gồm Thư viện Lịch sử Gia đình ở Salt Lake City, Utah.
Phần The Family Tree cho phép đóng góp nội dung do người dùng tạo vào cơ sở dữ liệu gia phả. Tính đến tháng 2 năm 2021, có hơn 1,3 tỷ cá thể trong cây và cơ sở dữ liệu hồ sơ lịch sử chứa hơn 5,7 tỷ hình ảnh kỹ thuật số, bao gồm sách số hóa, vi phim số hóa và các bản ghi kỹ thuật số khác.